# Barrio
Barrio (spanska, ursprungligen från arabiska barr 'öppet landskap'), gårdskvarter eller öppet landskap i central- och sydamerikanska storstäder. Det är en urbaniserad form av de traditionella lokala härstammingsgrupperna capulli (aztekerna) och aylla (inka). I flera städer, bland annat Buenos Aires, är det också en beteckning för en administrativ stadsdel (till exempel Barrio Belgrano). I spansktalande länder är det både administrativt och identitet ett barrio är en del av en stad där folket identifierar sig med varandra.
I Puerto Rico är termen barrio en officiell regeringsbeteckning som används för att beteckna en underavdelning av en municipio (kommun) och betecknar regeringens lägsta nivå och geografiskt minsta officiellt erkända administrativa enhet. Det kan vara ytterligare uppdelat i sektorer eller urbanizaciones, men sådana underavdelningar, även om de är populära och vanliga, är inofficiella.